# Inverell
Inverell – miasto w Australii, w stanie Nowa Południowa Walia.